# Asilus
Asilus es un género de moscas de la familia Asilidae. Hay por lo menos 150 especies descritas en el género Asilus, aunque muchas han sido trasladadas a otros géneros.